# Zaccharie Risacher

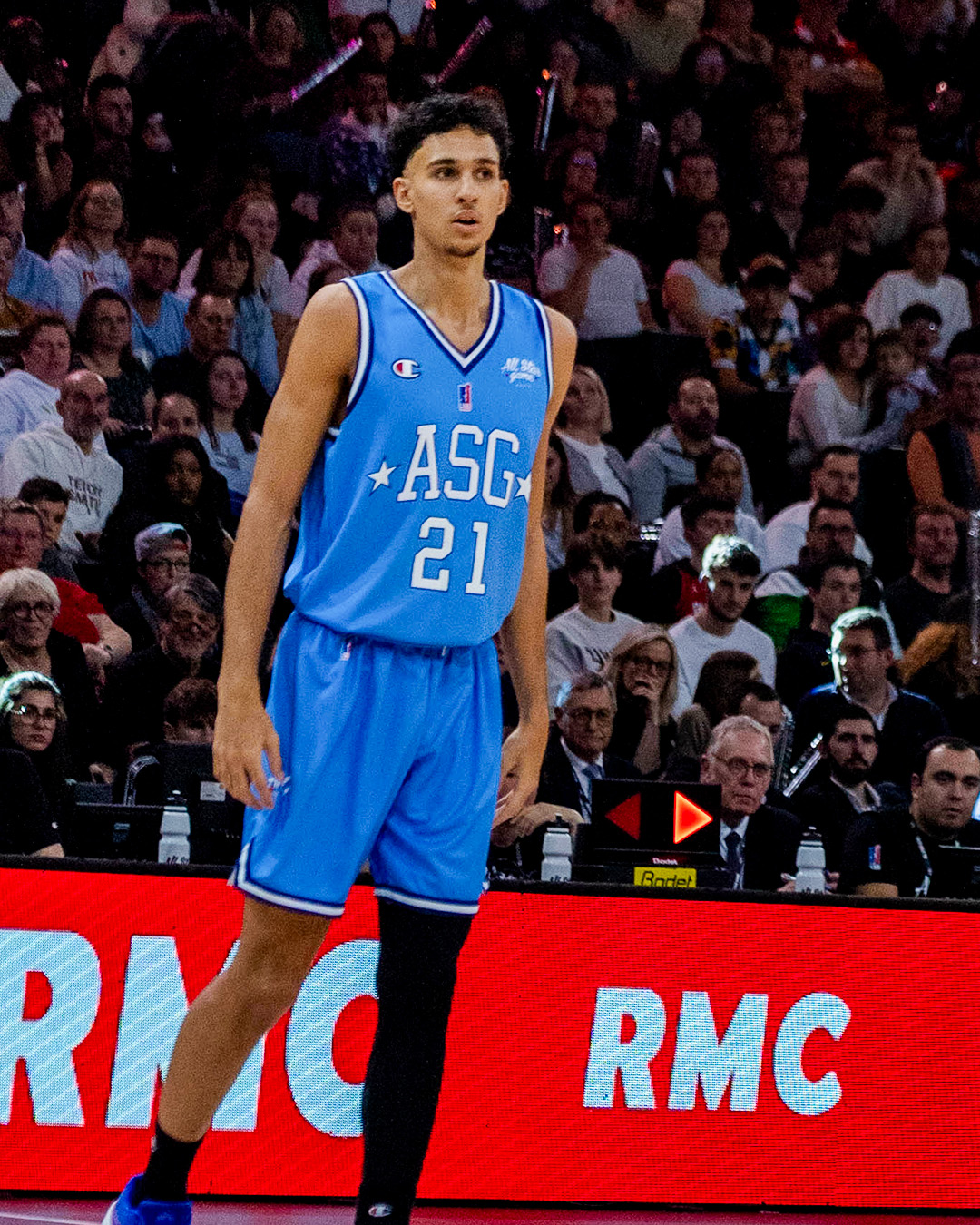
Zaccharie Risacher, 2023.

Zaccharie Risacher, född 8 april 2005 i Málaga i Spanien, är en fransk professionell basketspelare (SF) som spelar för Atlanta Hawks i National Basketball Association (NBA).
Han har också spelat som proffs i Frankrike.
Risacher draftades av Atlanta Hawks i första rundan i 2024 års draft som förste spelare totalt.
Han är son till Stéphane Risacher.